# Anderson (Misuri)
Anderson es una ciudad ubicada en el condado de McDonald en el estado estadounidense de Misuri. En el Censo de 2010 tenía una población de 1961 habitantes y una densidad poblacional de 367,73 personas por km².

## Geografía
Anderson se encuentra ubicada en las coordenadas 36°39′8″N 94°26′36″O / 36.65222, -94.44333. Según la Oficina del Censo de los Estados Unidos, Anderson tiene una superficie total de 5.33 km², de la cual 5.33 km² corresponden a tierra firme y (0%) 0 km² es agua.

## Demografía
Según el censo de 2010, había 1961 personas residiendo en Anderson. La densidad de población era de 367,73 hab./km². De los 1961 habitantes, Anderson estaba compuesto por el 85.82% blancos, el 0.41% eran afroamericanos, el 4.79% eran amerindios, el 0.61% eran asiáticos, el 0.51% eran isleños del Pacífico, el 4.95% eran de otras razas y el 2.91% pertenecían a dos o más razas. Del total de la población el 9.74% eran hispanos o latinos de cualquier raza.